# Metical
Metical – oficjalna waluta Mozambiku, wprowadzona w 1980 roku, w zastępstwie mozambickiego escudo. Jeden metical dzieli się na 100 centavo..
Nazwa "metical" pochodzi od arabskiego słowa ciężar. W obiegu jest sześć monet: największa o wartości 20 meticali, a najmniejsza o wartości 50 centavo. Wszystkie monety wykonane są z miedzioniklu lub z aluminium. Główną mennicą jest mennica w Lizbonie (Portugalia). Wzornictwo na wszystkich monetach jest podobne, nawiązuje do gospodarki, kultury i historii kraju. Na awersie wszystkich monet znajduje się godło Mozambiku, na rewersie umieszczone zostały wizerunki symbolizujące np: statek i dźwig portowy na monecie z nominałem 2,5 meticala; traktor na 5 meticalach; studentka pochylona nad książkami na monecie 1 meticala. Monety te są tanie oraz łatwo dostępne, lecz istnieją również cenniejsze, wybite dla upamiętnienia niecodziennych, szczególnych wydarzeń (monety okolicznościowe), na przykład: wizyta papieża Jana Pawła II w 1988 roku, piłkarskie mistrzostwa świata lub 10. rocznica uzyskania niepodległości.
Mozambickie banknoty są projektowane i drukowane w Wielkiej Brytanii (drukarnia De La Rue), mają nominały: 100, 500, 1000, 5000 oraz 10000 meticali, wzornictwo na nich nie różni się od wzornictwa monet. W latach 1976–1980 używano metica i centimo, z biegiem czasu przekształcono je w meticale i centavo. Na awersie banknotów znajduje się godło państwowe i portrety przywódców, a na rewersie:
- (na banknocie) 500 meticali - 3 tańczący wojownicy z plemienia Bantu,
- 10 000 meticali - słupy linii wysokiego napięcia.